# موتور شابیک
موتور شابیک یا خلیل، موتور بیجار روستایی در دهستان نصرت‌آباد بخش نصرت‌آباد شهرستان زاهدان استان سیستان و بلوچستان ایران است.

## جمعیت
بر پایه سرشماری عمومی نفوس و مسکن در سال ۱۳۹۵ جمعیت این روستا ۵۶ نفر (۱۵خانوار) بوده‌است.